# حصار تلمسان (1335–1337)
حصار تلمسان هو حصار قام به السلطان المريني أبو الحسن علي بن عثمان ضد عاصمة المملكة الزيانية . بدأ الحصار عام 1335، وانتهى بسقوط المدينة في أيدي المرينيين عام 1337.  قُتل أثناء السلطان الزياني أبو تاشفين وأبناؤه الثلاثة.   وأدى انتصار أبو الحسن إلى ضم مملكة تلمسان إلى الدولة المرينية لأكثر من ربع قرن. 